# Oszter (Gyeszna)

Az Oszter térképvűzlata

Az Oszter (ukránul: Остер) folyó Ukrajnában, mely 199 kilométer hosszú, vízgyűjtő területe 2950 km² és a Gyeszna folyóba torkollik. A Csernyihivi terület mocsaras vidékén ered, keresztülvág a Dnyepermelléki-alföldön. Völgye 0,5–2 km széles, a folyó szélessége 8–12 méter, mélysége 1–1,5 méter. Nevének régies alakját (Вострь, Vosztr) először 987-ben említik hivatalos dokumentumok I. Vlagyimir kijevi nagyfejedelem kapcsán, aki „városokot emelt a Gyeszna, Vosztr és Trubezs partján”.